# Lijst van planetoïden 34901-35000
Dit is een lijst van planetoïden 34901-35000. Voor de volledige lijst zie de lijst van planetoïden.
| Naam            | Voorlopige naamgeving | Datum ontdekking  | Ontdekker                                              |
| --------------- | --------------------- | ----------------- | ------------------------------------------------------ |
| (34901) -       | 2699 P-L              | 24 september 1960 | C. J. van Houten, I. van Houten-Groeneveld, T. Gehrels |
| (34902) -       | 2728 P-L              | 24 september 1960 | C. J. van Houten, I. van Houten-Groeneveld, T. Gehrels |
| (34903) -       | 3037 P-L              | 24 september 1960 | C. J. van Houten, I. van Houten-Groeneveld, T. Gehrels |
| (34904) -       | 3085 P-L              | 25 september 1960 | C. J. van Houten, I. van Houten-Groeneveld, T. Gehrels |
| (34905) -       | 3110 P-L              | 24 september 1960 | C. J. van Houten, I. van Houten-Groeneveld, T. Gehrels |
| (34906) -       | 3116 P-L              | 24 september 1960 | C. J. van Houten, I. van Houten-Groeneveld, T. Gehrels |
| (34907) -       | 3527 P-L              | 17 oktober 1960   | C. J. van Houten, I. van Houten-Groeneveld, T. Gehrels |
| (34908) -       | 3528 P-L              | 17 oktober 1960   | C. J. van Houten, I. van Houten-Groeneveld, T. Gehrels |
| (34909) -       | 3534 P-L              | 17 oktober 1960   | C. J. van Houten, I. van Houten-Groeneveld, T. Gehrels |
| (34910) -       | 4052 P-L              | 24 september 1960 | C. J. van Houten, I. van Houten-Groeneveld, T. Gehrels |
| (34911) -       | 4288 P-L              | 24 september 1960 | C. J. van Houten, I. van Houten-Groeneveld, T. Gehrels |
| (34912) -       | 4314 P-L              | 24 september 1960 | C. J. van Houten, I. van Houten-Groeneveld, T. Gehrels |
| (34913) -       | 4527 P-L              | 24 september 1960 | C. J. van Houten, I. van Houten-Groeneveld, T. Gehrels |
| (34914) -       | 4535 P-L              | 24 september 1960 | C. J. van Houten, I. van Houten-Groeneveld, T. Gehrels |
| (34915) -       | 4564 P-L              | 24 september 1960 | C. J. van Houten, I. van Houten-Groeneveld, T. Gehrels |
| (34916) -       | 4595 P-L              | 24 september 1960 | C. J. van Houten, I. van Houten-Groeneveld, T. Gehrels |
| (34917) -       | 4616 P-L              | 24 september 1960 | C. J. van Houten, I. van Houten-Groeneveld, T. Gehrels |
| (34918) -       | 4654 P-L              | 24 september 1960 | C. J. van Houten, I. van Houten-Groeneveld, T. Gehrels |
| (34919) Imelda  | 4710 P-L              | 24 september 1960 | C. J. van Houten, I. van Houten-Groeneveld, T. Gehrels |
| (34920) -       | 4735 P-L              | 24 september 1960 | C. J. van Houten, I. van Houten-Groeneveld, T. Gehrels |
| (34921) -       | 4801 P-L              | 24 september 1960 | C. J. van Houten, I. van Houten-Groeneveld, T. Gehrels |
| (34922) -       | 4825 P-L              | 24 september 1960 | C. J. van Houten, I. van Houten-Groeneveld, T. Gehrels |
| (34923) -       | 4870 P-L              | 24 september 1960 | C. J. van Houten, I. van Houten-Groeneveld, T. Gehrels |
| (34924) -       | 6109 P-L              | 24 september 1960 | C. J. van Houten, I. van Houten-Groeneveld, T. Gehrels |
| (34925) -       | 6114 P-L              | 24 september 1960 | C. J. van Houten, I. van Houten-Groeneveld, T. Gehrels |
| (34926) -       | 6133 P-L              | 24 september 1960 | C. J. van Houten, I. van Houten-Groeneveld, T. Gehrels |
| (34927) -       | 6189 P-L              | 24 september 1960 | C. J. van Houten, I. van Houten-Groeneveld, T. Gehrels |
| (34928) -       | 6230 P-L              | 24 september 1960 | C. J. van Houten, I. van Houten-Groeneveld, T. Gehrels |
| (34929) -       | 6522 P-L              | 26 september 1960 | C. J. van Houten, I. van Houten-Groeneveld, T. Gehrels |
| (34930) -       | 6570 P-L              | 24 september 1960 | C. J. van Houten, I. van Houten-Groeneveld, T. Gehrels |
| (34931) -       | 6621 P-L              | 24 september 1960 | C. J. van Houten, I. van Houten-Groeneveld, T. Gehrels |
| (34932) -       | 6644 P-L              | 26 september 1960 | C. J. van Houten, I. van Houten-Groeneveld, T. Gehrels |
| (34933) -       | 6652 P-L              | 24 september 1960 | C. J. van Houten, I. van Houten-Groeneveld, T. Gehrels |
| (34934) -       | 6689 P-L              | 24 september 1960 | C. J. van Houten, I. van Houten-Groeneveld, T. Gehrels |
| (34935) -       | 6780 P-L              | 24 september 1960 | C. J. van Houten, I. van Houten-Groeneveld, T. Gehrels |
| (34936) -       | 6861 P-L              | 24 september 1960 | C. J. van Houten, I. van Houten-Groeneveld, T. Gehrels |
| (34937) -       | 9063 P-L              | 17 oktober 1960   | C. J. van Houten, I. van Houten-Groeneveld, T. Gehrels |
| (34938) -       | 9562 P-L              | 17 oktober 1960   | C. J. van Houten, I. van Houten-Groeneveld, T. Gehrels |
| (34939) -       | 9575 P-L              | 17 oktober 1960   | C. J. van Houten, I. van Houten-Groeneveld, T. Gehrels |
| (34940) -       | 9586 P-L              | 17 oktober 1960   | C. J. van Houten, I. van Houten-Groeneveld, T. Gehrels |
| (34941) -       | 1244 T-1              | 25 maart 1971     | C. J. van Houten, I. van Houten-Groeneveld, T. Gehrels |
| (34942) -       | 1275 T-1              | 25 maart 1971     | C. J. van Houten, I. van Houten-Groeneveld, T. Gehrels |
| (34943) -       | 1286 T-1              | 25 maart 1971     | C. J. van Houten, I. van Houten-Groeneveld, T. Gehrels |
| (34944) -       | 2202 T-1              | 25 maart 1971     | C. J. van Houten, I. van Houten-Groeneveld, T. Gehrels |
| (34945) -       | 2263 T-1              | 25 maart 1971     | C. J. van Houten, I. van Houten-Groeneveld, T. Gehrels |
| (34946) -       | 2286 T-1              | 25 maart 1971     | C. J. van Houten, I. van Houten-Groeneveld, T. Gehrels |
| (34947) -       | 3298 T-1              | 26 maart 1971     | C. J. van Houten, I. van Houten-Groeneveld, T. Gehrels |
| (34948) -       | 4103 T-1              | 26 maart 1971     | C. J. van Houten, I. van Houten-Groeneveld, T. Gehrels |
| (34949) -       | 4111 T-1              | 26 maart 1971     | C. J. van Houten, I. van Houten-Groeneveld, T. Gehrels |
| (34950) -       | 4188 T-1              | 26 maart 1971     | C. J. van Houten, I. van Houten-Groeneveld, T. Gehrels |
| (34951) -       | 4221 T-1              | 26 maart 1971     | C. J. van Houten, I. van Houten-Groeneveld, T. Gehrels |
| (34952) -       | 4874 T-1              | 13 mei 1971       | C. J. van Houten, I. van Houten-Groeneveld, T. Gehrels |
| (34953) -       | 1008 T-2              | 29 september 1973 | C. J. van Houten, I. van Houten-Groeneveld, T. Gehrels |
| (34954) -       | 1032 T-2              | 29 september 1973 | C. J. van Houten, I. van Houten-Groeneveld, T. Gehrels |
| (34955) -       | 1044 T-2              | 29 september 1973 | C. J. van Houten, I. van Houten-Groeneveld, T. Gehrels |
| (34956) -       | 1327 T-2              | 29 september 1973 | C. J. van Houten, I. van Houten-Groeneveld, T. Gehrels |
| (34957) -       | 1347 T-2              | 29 september 1973 | C. J. van Houten, I. van Houten-Groeneveld, T. Gehrels |
| (34958) -       | 1357 T-2              | 29 september 1973 | C. J. van Houten, I. van Houten-Groeneveld, T. Gehrels |
| (34959) -       | 2077 T-2              | 29 september 1973 | C. J. van Houten, I. van Houten-Groeneveld, T. Gehrels |
| (34960) -       | 2100 T-2              | 29 september 1973 | C. J. van Houten, I. van Houten-Groeneveld, T. Gehrels |
| (34961) -       | 2252 T-2              | 29 september 1973 | C. J. van Houten, I. van Houten-Groeneveld, T. Gehrels |
| (34962) -       | 2307 T-2              | 29 september 1973 | C. J. van Houten, I. van Houten-Groeneveld, T. Gehrels |
| (34963) -       | 3091 T-2              | 30 september 1973 | C. J. van Houten, I. van Houten-Groeneveld, T. Gehrels |
| (34964) -       | 3122 T-2              | 30 september 1973 | C. J. van Houten, I. van Houten-Groeneveld, T. Gehrels |
| (34965) -       | 3221 T-2              | 30 september 1973 | C. J. van Houten, I. van Houten-Groeneveld, T. Gehrels |
| (34966) -       | 3260 T-2              | 30 september 1973 | C. J. van Houten, I. van Houten-Groeneveld, T. Gehrels |
| (34967) -       | 3269 T-2              | 30 september 1973 | C. J. van Houten, I. van Houten-Groeneveld, T. Gehrels |
| (34968) -       | 4094 T-2              | 29 september 1973 | C. J. van Houten, I. van Houten-Groeneveld, T. Gehrels |
| (34969) -       | 4108 T-2              | 29 september 1973 | C. J. van Houten, I. van Houten-Groeneveld, T. Gehrels |
| (34970) -       | 4218 T-2              | 29 september 1973 | C. J. van Houten, I. van Houten-Groeneveld, T. Gehrels |
| (34971) -       | 4286 T-2              | 29 september 1973 | C. J. van Houten, I. van Houten-Groeneveld, T. Gehrels |
| (34972) -       | 5039 T-2              | 25 september 1973 | C. J. van Houten, I. van Houten-Groeneveld, T. Gehrels |
| (34973) -       | 5157 T-2              | 25 september 1973 | C. J. van Houten, I. van Houten-Groeneveld, T. Gehrels |
| (34974) -       | 5164 T-2              | 25 september 1973 | C. J. van Houten, I. van Houten-Groeneveld, T. Gehrels |
| (34975) -       | 1050 T-3              | 17 oktober 1977   | C. J. van Houten, I. van Houten-Groeneveld, T. Gehrels |
| (34976) -       | 1115 T-3              | 17 oktober 1977   | C. J. van Houten, I. van Houten-Groeneveld, T. Gehrels |
| (34977) -       | 1167 T-3              | 17 oktober 1977   | C. J. van Houten, I. van Houten-Groeneveld, T. Gehrels |
| (34978) -       | 1901 T-3              | 17 oktober 1977   | C. J. van Houten, I. van Houten-Groeneveld, T. Gehrels |
| (34979) -       | 2173 T-3              | 16 oktober 1977   | C. J. van Houten, I. van Houten-Groeneveld, T. Gehrels |
| (34980) -       | 2307 T-3              | 16 oktober 1977   | C. J. van Houten, I. van Houten-Groeneveld, T. Gehrels |
| (34981) -       | 2342 T-3              | 16 oktober 1977   | C. J. van Houten, I. van Houten-Groeneveld, T. Gehrels |
| (34982) -       | 2494 T-3              | 16 oktober 1977   | C. J. van Houten, I. van Houten-Groeneveld, T. Gehrels |
| (34983) -       | 3046 T-3              | 16 oktober 1977   | C. J. van Houten, I. van Houten-Groeneveld, T. Gehrels |
| (34984) -       | 3163 T-3              | 16 oktober 1977   | C. J. van Houten, I. van Houten-Groeneveld, T. Gehrels |
| (34985) -       | 3286 T-3              | 16 oktober 1977   | C. J. van Houten, I. van Houten-Groeneveld, T. Gehrels |
| (34986) -       | 3837 T-3              | 16 oktober 1977   | C. J. van Houten, I. van Houten-Groeneveld, T. Gehrels |
| (34987) -       | 4065 T-3              | 16 oktober 1977   | C. J. van Houten, I. van Houten-Groeneveld, T. Gehrels |
| (34988) -       | 4222 T-3              | 16 oktober 1977   | C. J. van Houten, I. van Houten-Groeneveld, T. Gehrels |
| (34989) -       | 4251 T-3              | 16 oktober 1977   | C. J. van Houten, I. van Houten-Groeneveld, T. Gehrels |
| (34990) -       | 4270 T-3              | 16 oktober 1977   | C. J. van Houten, I. van Houten-Groeneveld, T. Gehrels |
| (34991) -       | 4295 T-3              | 16 oktober 1977   | C. J. van Houten, I. van Houten-Groeneveld, T. Gehrels |
| (34992) -       | 4418 T-3              | 16 oktober 1977   | C. J. van Houten, I. van Houten-Groeneveld, T. Gehrels |
| (34993) Euaimon | 1973 SR1              | 20 september 1973 | C. J. van Houten, I. van Houten-Groeneveld, T. Gehrels |
| (34994) -       | 1977 CS1              | 11 februari 1977  | S. J. Bus                                              |
| (34995) -       | 1977 DP2              | 18 februari 1977  | H. Kosai, K. Hurukawa                                  |
| (34996) -       | 1977 DH4              | 18 februari 1977  | H. Kosai, K. Hurukawa                                  |
| (34997) -       | 1978 OP               | 28 juli 1978      | Perth Observatory                                      |
| (34998) -       | 1978 SE               | 27 september 1978 | R. M. West                                             |
| (34999) -       | 1978 VC3              | 7 november 1978   | E. F. Helin, S. J. Bus                                 |
| (35000) -       | 1978 VN3              | 7 november 1978   | E. F. Helin, S. J. Bus                                 |